# ノーマン・ペティ

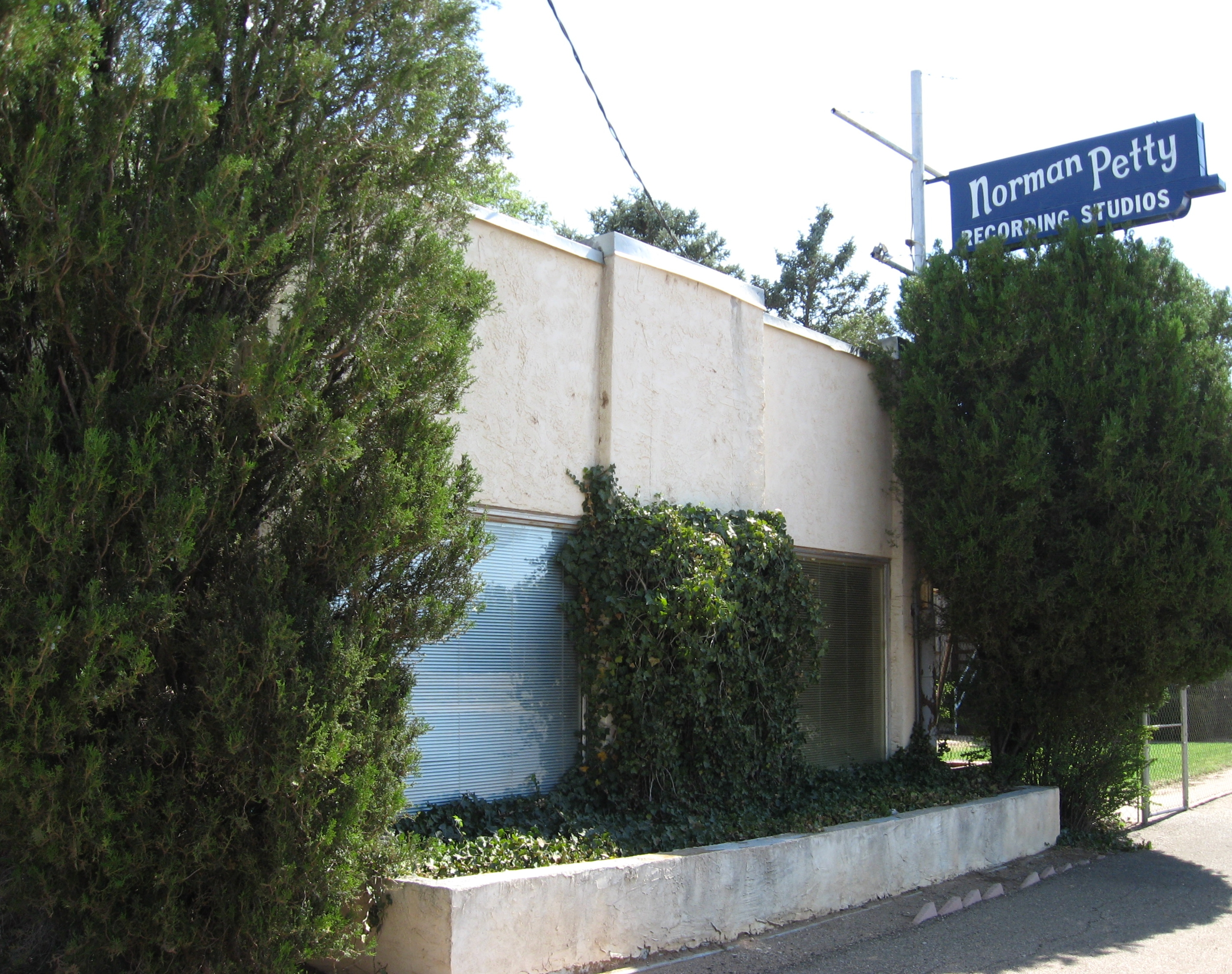
ニューメキシコ州クローヴィスのノーマン・ペティ・スタジオ (Norman Petty Recording Studios)。

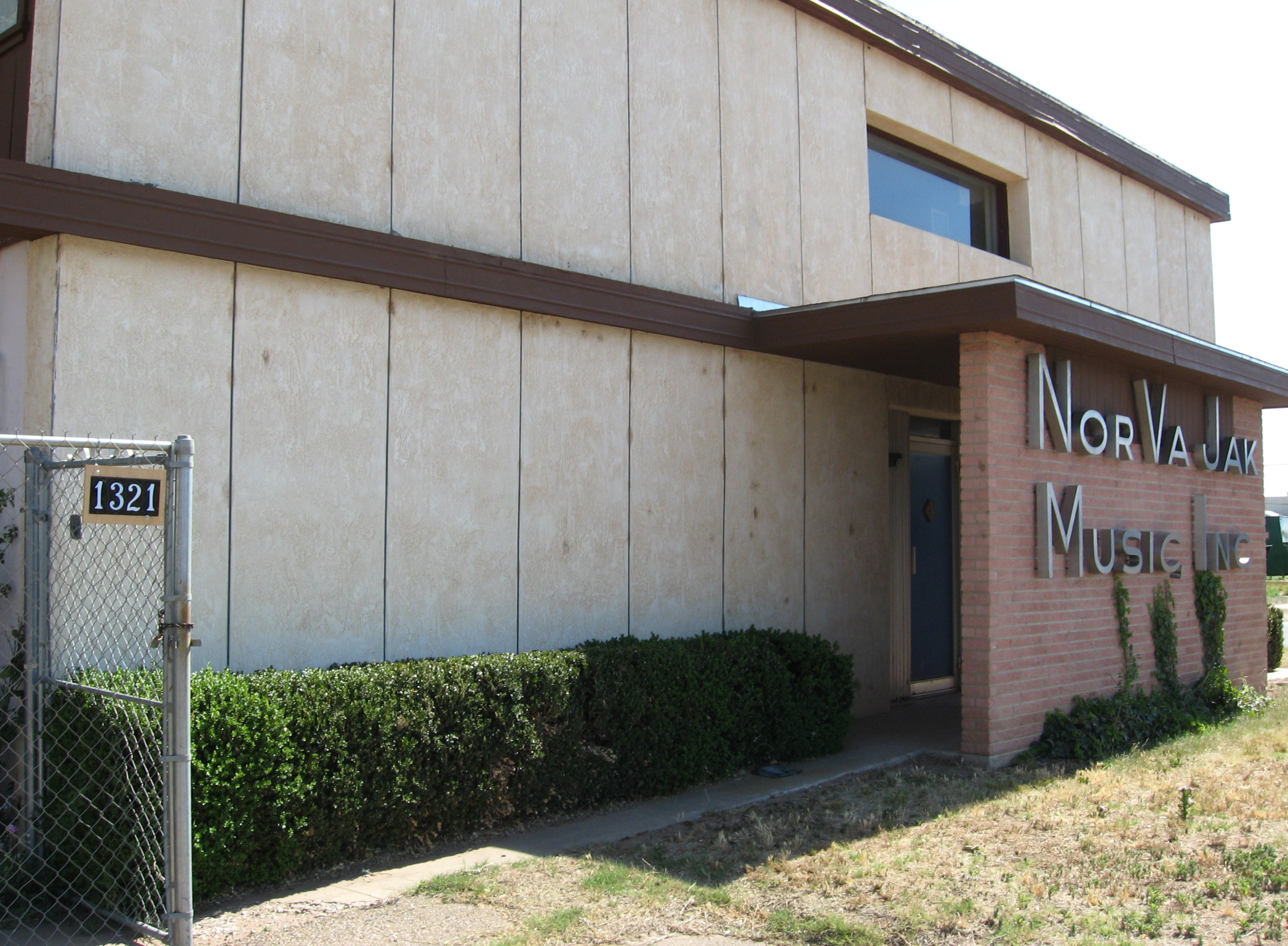
ニューメキシコ州クローヴィスのノルヴァジャック・ミュージック (NorVaJak Music, Inc.)。

ノーマン・ペティ（Norman Petty、1927年5月25日 – 1984年8月15日）は、アメリカ合衆国の音楽家、レコード・プロデューサーで、特に、彼のスタジオでレコーディングをした、バディ・ホリー&ザ・クリケッツ (The Crickets) との結びつきによって広く知られている。

## 生涯
テキサス州との州境に近いニューメキシコ州の小さな町クローヴィスに生まれたペティは、子どものころからピアノを弾いていた。高校の頃には、地元のラジオ局で、15分のローカル番組のショーの常連出演者となっていた。
ペティは、妻のヴィー (Vi) とともに、ギタリストのジャック・ヴォーン (Jack Vaughn) を加えてノーマン・ペティ・トリオ (the Norman Petty Trio) を結成した。このトリオはレコード契約を取り付け、『キャッシュボックス』誌における投票で1954年に最も期待されるグループ (Most Promising Group of 1954) に選ばれた。大ヒットとなった1956年の「Mood Indigo」は、50万枚売れ、おかげでペティは自分の録音スタジオを大幅に拡充することができた。1957年には、「Almost Paradise」がチャートの18位まで浮上するヒットとなり、ペティは初めてBroadcast Music, Inc. (BMI)から作家としての賞を与えられた。
自身でもヒットしたレコードを出していたペティであったが、もっと有名になったのは、彼がクローヴィスに構えた録音スタジオであった。ペティは自前のスタジオで、自分たちのグループだけでなく、ロイ・オービソン、バディ・ノックス (Buddy Knox)、ウェイロン・ジェニングス、チャーリー・"シュガータイム"・フィリップス (Charlie "Sugartime" Phillips)、ソニー・ウェスト、キャロリン・ヘスター (Carolyn Hester)、テリー・ノーランド (Terry Noland)、バディ・ホリーといったテキサス州のミュージシャンたちのためにレコードを制作し、ヒットを生み出した。ジミー・ギルマー&ザ・ファイアボール (Jimmy Gilmer and the Fireballs) の「シュガー・シャック」と「Bottle Of Wine」や、ストリング・アロングス (The String-A-Longs) の「Wheels」は、ペティのスタジオで制作された曲である。
ペティは、ウェス・ダカス&ザ・レベルズ (Wes Dakus & the Rebels)、バリー・アレン (Barry Allen)、ゲインズボロ・ギャラリー (Gainsborough Gallery)、ハッピー・フィーリング (Happy Feeling) など、数多くのカナダのグループの録音も手がけており、そのいずれもが彼らの母国カナダではヒット作となっていた。1950年代から1960年代にかけて、ペティは、アメリカ合衆国とカナダのほとんどのメジャー・レコード・レーベルのために、自身が制作した音楽を提供していた。
ペティは、バディ・ホリーのレコーディング・エンジニアであるとともに、1958年まではホリーの最初のマネージャーも務めていた。ホリーの録音の中でも最も優れた、洗練された表現の多くは、クローヴィスのスタジオで生み出されたものであった。ホリーの死後、ペティはホリーが残した未完成の録音や、デモ音源などをオーバー・ダビングする作業を任された。ペティがこの仕事に指名されたのは、ホリーがその短い活動期間に共演する機会があった地元のミュージシャンたちへの伝手をペティがもっていたためであり、また、そうしたミュージシャンたちをニューヨーク市のスタジオまで連れてくるような時間的余裕はなかったからであった。
1963年、ペティはFMラジオ局KTQMを、録音スタジオの隣に開局し、さらに1971年には、AMラジオ局KWKAを開局した。ペティはこのふたつのラジオ局を1979年まで経営し、その後、それぞれの現在の所有者に売却した。ペティは、没後の1984年に、今年を代表するクローヴィス市民 (Clovis Citizen Of The Year) に選出された。
ノーマン・ペティは、1984年8月に、テキサス州ラボックにおいて、白血病で死去した。残された妻ヴィーも、1992年3月に死去した。オリジナルの7丁目スタジオ (7th Street Studio) は、残されており、予約をすれば観光客が見学をすることもできる。ヴィー・ペティは、1987年からクローヴィスで開催された「ノーマン&ヴィー・ペティ音楽祭 (Norman & Vi Petty Music Festival)」の開催を支援した。このイベントには、ペティのスタジオで録音した多くのアーティストたちや、人気のあるヒットメーカーたちが出演した。このイベントは2002年に一度途切れてしまったが、その後「クローヴィス音楽祭 (The Clovis Music Festival)」として、毎年9月に開催されるようになった。
2011年4月、クローヴィス公立学校財団/同窓会連合 (the Clovis Municipal Schools Foundation and Alumni Association) は、ノーマンとヴィーの夫妻に、「卒業生功労賞 (Outstanding Graduate Accomplishment award)」を授与するとした。ノーマンは1945年、ヴィーは1946年卒業のクラスであった。この賞は、クローヴィス高校 (Clovis High School) の卒業生を対象に、それぞれの職業領域で達成した業績に対して与えられるものである。受章者は、現在の在校生に刺激を与え、ものごとに挑戦させるモデルとしてふさわしい個性と市民意識の強さに基づいて選出される。受賞のプラークは、ヴィーの親族であるニック・ブレイディ (Nick Brady) が受け取り、その後、ペティ・エステートのケネス・ブロード (Kenneth Broad) に渡されて、スタジオ・ツアーの際に見える場所に掲げられた。

## 楽曲の著作権
ノーマン・ペティについては、バディ・ホリーが作った曲のいくつかについて、（共作の実態がなかったにもかかわらず）自分を共作者として登録したのではないか、また、他のアーティストたちの曲についても同じようなことがあったのではないか、という議論が出されている。当時は、マネージャーやレーベルのオーナー、音楽プロデューサーなどが、特に黒人アーティストたちと仕事をする際に、こうした行為をすることが横行しており、アーヴィング・ミルズ (Irving Mills) やモーリス・レヴィ (Morris Levy) は、こうしたあくどい行為で広く知られていた。